# توماس اسپره
توماس اسپره (انگلیسی: Tomás Asprea؛ زادهٔ ۲۸ فوریهٔ ۱۹۹۵) بازیکن فوتبال است.
از باشگاه‌هایی که در آن بازی کرده‌است می‌توان به باشگاه فوتبال آرسنال ساراندی اشاره کرد.